# Terelabrus rubrovittatus
 Terelabrus rubrovittatus és una espècie de peix de la família dels làbrids i de l'ordre dels perciformes.

## Morfologia
Els mascles poden assolir els 10 cm de longitud total.

## Distribució geogràfica
Es troba a Nova Caledònia, Papua Nova Guinea, Indonèsia i Palau.